# Francisco José de Carvalho Neto
Francisco José de Carvalho Neto (Teresina, 04 de abril de 1965)  é um magistrado brasileiro, desembargador e atual vice-presidente e corregedor do Tribunal Regional do Trabalho da 16ª Região.

## Biografia
Graduou-se em direito  pela Universidade Federal do Piauí (UFPI). Exerceu a advocacia e o magistério jurídico como professor da Escola Superior da Magistratura do Estado do Piauí e professor do curso de direito da Universidade Ceuma, no Estado do Maranhão.
O atual vice-presidente e corregedor do TRT-16, Francisco José de Carvalho Neto, iniciou sua carreira na magistratura como Juiz Federal do trabalho em 1994, foi aprovado em concurso público para atuar no Tribunal Regional do Trabalho da 16ª Região.  Exerceu a titularidade das Varas do Trabalho de Balsas, Bacabal, Caxias e Timon. Em 2021 foi nomeado Desembargador do Tribunal Regional do Trabalho da 16ª Região,com jurisdição no Estado do Maranhão, pelo critério de merecimento.
Foi eleito e empossado Presidente do Tribunal Regional do Trabalho da 16ª Região, em 17 de dezembro de 2021, com mandato presidencial correspondente ao biênio 2022/2023. Atualmente exerce o cargo de vice-presidente e corregedor do TRT-16 correspondente ao biênio 2024/2025.

## Distinções
Recebeu a Medalha do Mérito Legislativo ‘Manuel Beckman’, concedida pela Assembleia Legislativa do Estado do Maranhão.
Recebeu a Medalha de Ordem de Mérito Jus et Labor, categoria Grande Oficial, concedida pelo Tribunal Regional do Trabalho da 8ª Região.
Recebeu a Medalha Sousândrade, concedida pela Universidade Federal do Maranhão (UFMA).
Recebeu a Medalha Especial do Mérito Cândido Mendes, concedida pelo Tribunal de Justiça do Estado do Maranhão.